# Oklahoma City Barons
Oklahoma City Barons – amerykański klub hokejowy z siedzibą w Oklahoma City. Występuje w AHL.
Drużyna podlega zespołowi Edmonton Oilers (NHL) i współpracuje z Stockton Thunder (ECHL).

## Historia
Pierwotnie został założony w 1984, zaś pod obecną nazwą funkcjonuje od 2010.
- 1984–1988 Nova Scotia Oilers
- 1988–1996 Cape Breton Oilers
- 1996–2002 Hamilton Bulldogs
- 2003–2004 Toronto Roadrunners
- 2004–2005 Edmonton Road Runners
- Od 2010 Oklahoma City Barons

## Sukcesy
- Mistrzostwo dywizji: 2012
- Półfinał play-off AHL: 2013